# Albi (quận)
Quận Albi là một quận của Pháp, nằm ở tỉnh Tarn, ở Midi-Pyrénées. Quận này có 23 tổng và 170 xã.

## Các đơn vị hành chính

### Các tổng
Các tổng của quận Albi là: 
1. Alban
2. Albi-Centre
3. Albi-Est
4. Albi-Nord-Est
5. Albi-Nord-Ouest
6. Albi-Ouest
7. Albi-Sud
8. Cadalen
9. Carmaux-Nord
10. Carmaux-Sud
11. Castelnau-de-Montmiral
12. Cordes-sur-Ciel
13. Gaillac
14. Lisle-sur-Tarn
15. Monestiés
16. Pampelonne
17. Rabastens
18. Réalmont
19. Salvagnac
20. Valderiès
21. Valence-d'Albigeois
22. Vaour
23. Villefranche-d'Albigeois

### Các xã
Các xã của quận Albi, và mã INSEE là: 
| 1. Alban (81003)                   | 2. Albi (81004)                      | 3. Almayrac (81008)                   | 4. Alos (81007)                      |
| 5. Amarens (81009)                 | 6. Ambialet (81010)                  | 7. Andillac (81012)                   | 8. Andouque (81013)                  |
| 9. Arthès (81018)                  | 10. Assac (81019)                    | 11. Aussac (81020)                    | 12. Beauvais-sur-Tescou (81024)      |
| 13. Bellegarde (81026)             | 14. Bernac (81029)                   | 15. Blaye-les-Mines (81033)           | 16. Bournazel (81035)                |
| 17. Brens (81038)                  | 18. Broze (81041)                    | 19. Cadalen (81046)                   | 20. Cadix (81047)                    |
| 21. Cagnac-les-Mines (81048)       | 22. Cahuzac-sur-Vère (81051)         | 23. Cambon (81052)                    | 24. Campagnac (81056)                |
| 25. Carlus (81059)                 | 26. Carmaux (81060)                  | 27. Castanet (81061)                  | 28. Castelnau-de-Lévis (81063)       |
| 29. Castelnau-de-Montmiral (81064) | 30. Cestayrols (81067)               | 31. Combefa (81068)                   | 32. Cordes-sur-Ciel (81069)          |
| 33. Coufouleux (81070)             | 34. Courris (81071)                  | 35. Crespin (81072)                   | 36. Crespinet (81073)                |
| 37. Cunac (81074)                  | 38. Curvalle (81077)                 | 39. Donnazac (81080)                  | 40. Dénat (81079)                    |
| 41. Fauch (81088)                  | 42. Faussergues (81089)              | 43. Fayssac (81087)                   | 44. Florentin (81093)                |
| 45. Fraissines (81094)             | 46. Frausseilles (81095)             | 47. Fréjairolles (81097)              | 48. Fénols (81090)                   |
| 49. Gaillac (81099)                | 50. Grazac (81106)                   | 51. Itzac (81108)                     | 52. Jouqueviel (81110)               |
| 53. La Sauzière-Saint-Jean (81279) | 54. Labarthe-Bleys (81111)           | 55. Labastide-Dénat (81113)           | 56. Labastide-Gabausse (81114)       |
| 57. Labastide-de-Lévis (81112)     | 58. Labessière-Candeil (81117)       | 59. Laboutarie (81119)                | 60. Lacapelle-Pinet (81122)          |
| 61. Lacapelle-Ségalar (81123)      | 62. Lagrave (81131)                  | 63. Lamillarié (81133)                | 64. Laparrouquial (81135)            |
| 65. Larroque (81136)               | 66. Lasgraisses (81138)              | 67. Le Dourn (81082)                  | 68. Le Fraysse (81096)               |
| 69. Le Garric (81101)              | 70. Le Riols (81224)                 | 71. Le Sequestre (81284)              | 72. Le Ségur (81280)                 |
| 73. Le Travet (81301)              | 74. Le Verdier (81313)               | 75. Les Cabannes (81045)              | 76. Lescure-d'Albigeois (81144)      |
| 77. Lisle-sur-Tarn (81145)         | 78. Livers-Cazelles (81146)          | 79. Lombers (81147)                   | 80. Loubers (81148)                  |
| 81. Loupiac (81149)                | 82. Lédas-et-Penthiès (81141)        | 83. Mailhoc (81152)                   | 84. Marnaves (81154)                 |
| 85. Marsal (81155)                 | 86. Marssac-sur-Tarn (81156)         | 87. Massals (81161)                   | 88. Milhars (81165)                  |
| 89. Milhavet (81166)               | 90. Miolles (81167)                  | 91. Mirandol-Bourgnounac (81168)      | 92. Monestiés (81170)                |
| 93. Montans (81171)                | 94. Montauriol (81172)               | 95. Montdurausse (81175)              | 96. Montels (81176)                  |
| 97. Montgaillard (81178)           | 98. Montirat (81180)                 | 99. Montrosier (81184)                | 100. Montvalen (81185)               |
| 101. Moularès (81186)              | 102. Mouzieys-Panens (81191)         | 103. Mouzieys-Teulet (81190)          | 104. Mézens (81164)                  |
| 105. Noailles (81197)              | 106. Orban (81198)                   | 107. Padiès (81199)                   | 108. Pampelonne (81201)              |
| 109. Parisot (81202)               | 110. Paulinet (81203)                | 111. Penne (81206)                    | 112. Peyrole (81208)                 |
| 113. Poulan-Pouzols (81211)        | 114. Puycelsi (81217)                | 115. Puygouzon (81218)                | 116. Rabastens (81220)               |
| 117. Rivières (81225)              | 118. Ronel (81226)                   | 119. Roquemaure (81228)               | 120. Rosières (81230)                |
| 121. Rouffiac (81232)              | 122. Roumégoux (81233)               | 123. Roussayrolles (81234)            | 124. Réalmont (81222)                |
| 125. Saint-André (81240)           | 126. Saint-Antonin-de-Lacalm (81241) | 127. Saint-Beauzile (81243)           | 128. Saint-Benoît-de-Carmaux (81244) |
| 129. Saint-Christophe (81245)      | 130. Saint-Cirgue (81247)            | 131. Saint-Grégoire (81253)           | 132. Saint-Jean-de-Marcel (81254)    |
| 133. Saint-Julien-Gaulène (81259)  | 134. Saint-Juéry (81257)             | 135. Saint-Lieux-Lafenasse (81260)    | 136. Saint-Marcel-Campes (81262)     |
| 137. Saint-Martin-Laguépie (81263) | 138. Saint-Michel-Labadié (81264)    | 139. Saint-Michel-de-Vax (81265)      | 140. Saint-Urcisse (81272)           |
| 141. Sainte-Croix (81326)          | 142. Sainte-Cécile-du-Cayrou (81246) | 143. Sainte-Gemme (81249)             | 144. Saliès (81274)                  |
| 145. Salles (81275)                | 146. Salvagnac (81276)               | 147. Saussenac (81277)                | 148. Senouillac (81283)              |
| 149. Sieurac (81287)               | 150. Souel (81290)                   | 151. Sérénac (81285)                  | 152. Tanus (81292)                   |
| 153. Tauriac (81293)               | 154. Taïx (81291)                    | 155. Teillet (81295)                  | 156. Terre-Clapier (81296)           |
| 157. Terssac (81297)               | 158. Tonnac (81300)                  | 159. Tréban (81302)                   | 160. Trébas (81303)                  |
| 161. Trévien (81304)               | 162. Técou (81294)                   | 163. Valderiès (81306)                | 164. Valence-d'Albigeois (81308)     |
| 165. Vaour (81309)                 | 166. Vieux (81316)                   | 167. Villefranche-d'Albigeois (81317) | 168. Villeneuve-sur-Vère (81319)     |
| 169. Vindrac-Alayrac (81320)       | 170. Virac (81322)                   |                                       |                                      |